# Cestraeus plicatilis
Cestraeus plicatilis är en fiskart som beskrevs av Valenciennes, 1836. Cestraeus plicatilis ingår i släktet Cestraeus och familjen multfiskar. IUCN kategoriserar arten globalt som otillräckligt studerad. Inga underarter finns listade i Catalogue of Life.